# Gemeinde Kranjska Gora

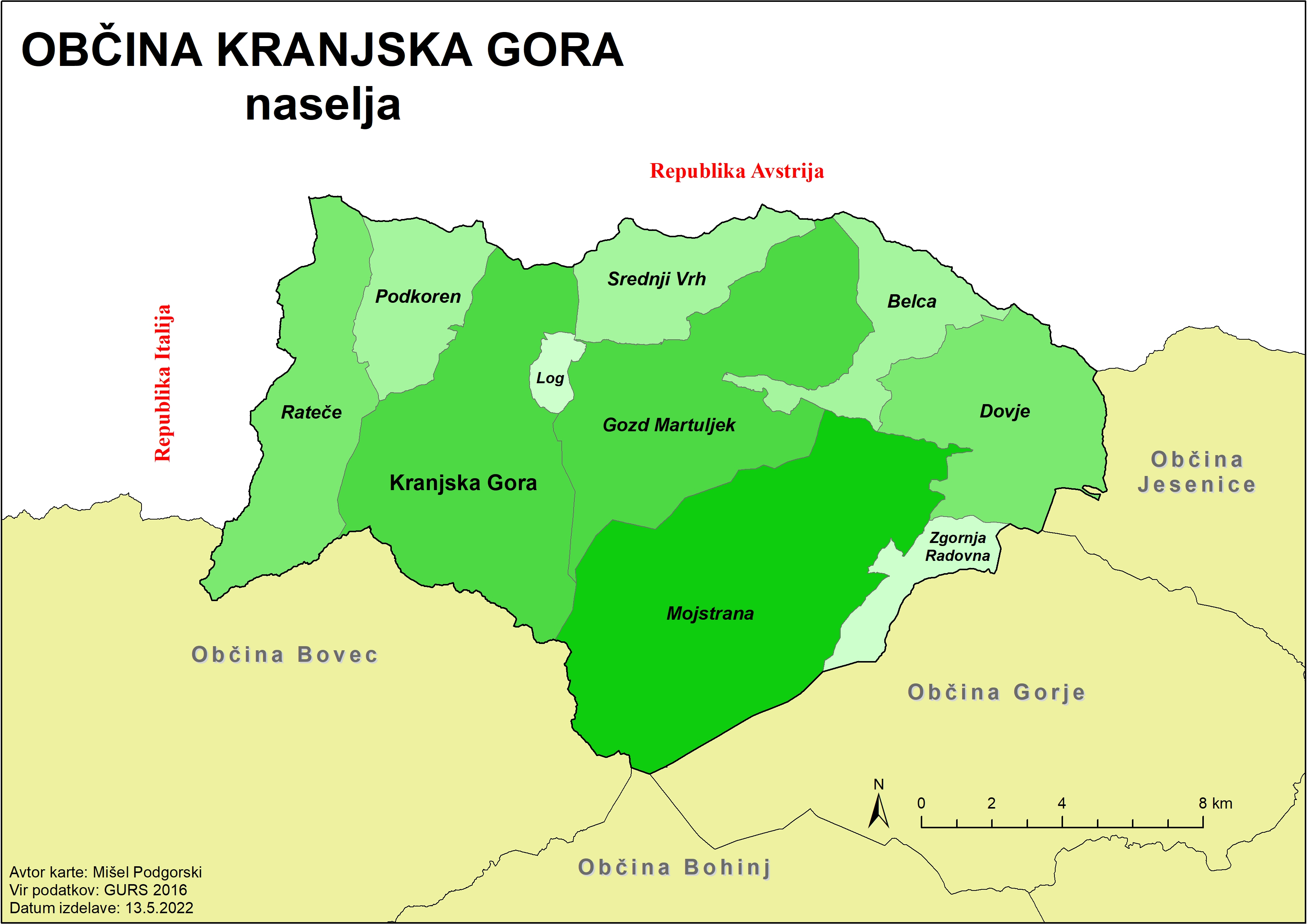
Karte der Gemeinde Kranjska Gora

Die Gemeinde Kranjska Gora (deutsch: Kronau, übersetzt: Krainer Berg) ist eine Gemeinde in der Oberkrain, Region  Gorenjska (Statistische Region) im äußersten Nordwesten Sloweniens. Sie ist benannt nach ihrem Hauptort Kranjska Gora.

## Lage
Kranjska Gora liegt an der obersten Wurzener Save (slowenisch: Sava Dolinka), dem Hauptquellfluss der Save, zwischen den westlichen Ausläufern der Karawanken im Norden und den zentralen Julischen Alpen im Süden. Zum österreichisch-slowenischen Grenzgebiet mit dem Wurzenpass sind es etwa zweieinhalb, zur italienischen Grenze am Rateče (Ratschacher oder Weißenfelser Sattel) fünf Kilometer Entfernung. Südlich von Kranjska Gora liegen der Werschetzpass und die Gemeinde Bovec.
Das Gemeindegebiet umfasst das ganze stromaufwärts liegende Savetal bis zum Berg Dreiländereck. Rateče (Ratschach) und das vom Skiflug her bekannte Planica (Ratschach-Matten) gehören dazu. Im Süden des Gemeindegebiets steigen die Berge bis auf weit über 2000 Meter an; die bekanntesten Gipfel dort sind Prisojnik (2574 m) und Škrlatica (2740 m).

## Ortschaften
Zur Gemeinde gehören die folgenden Ortschaften (in Klammern die deutschsprachigen Ortsbezeichnungen aus der Zeit von 1918):
- Belca (dt.: „Fellinz“)
- Dovje (dt.: „Lengenfeld in der Oberkrain“)
- Gozd Martuljek (dt.: „Wald in der Oberkrain“)
- Kranjska Gora (dt.: „Kronau“)
- Log (dt.: „Loog bei Kronau“)
- Mojstrana (dt.: „Meistern in der Oberkrain“)
- Podkoren (dt.: „Wurzen“)
- Rateče (dt.: „Ratschach“) – mit Planica
- Srednji vrh (dt.: „Mitterberg“)
- Zgornja Radovna (dt.: „Ober Rothwein“)

## Nachbargemeinden
|         | Österreich                                  | Jesenice |
| Italien | Kompassrose, die auf Nachbargemeinden zeigt | Gorje    |
| Bovec   | Bovec, Bohinj, Gorje                        | Gorje    |

## Kultur und Sport
Kranjska Gora unterhält eine Städtepartnerschaft mit der belgischen Gemeinde Waasmunster.
Kranjska Gora war Austragungsort der Alpinen Ski-Junioreneuropameisterschaften 1977. In Planica fanden die Skiflug-Weltmeisterschaften 1972, 2004, 2010 und 2020 statt, und fast jedes Jahr seit 1980 (bis auf 1999–2012) der Skisprung-Weltcup, meist das Finale, seit 2014 auch für die Frauen.
Seit 1961 veranstaltet die Gemeinde den Vitranc-Pokal der Skirennfahrer mit Riesenslaloms und Slaloms. Zwischen 1961 und 2006 spielte der Eishockeyclub HK Kranjska Gora in der höchsten Spielklasse Jugoslawiens respektive Sloweniens.

## Geschichte

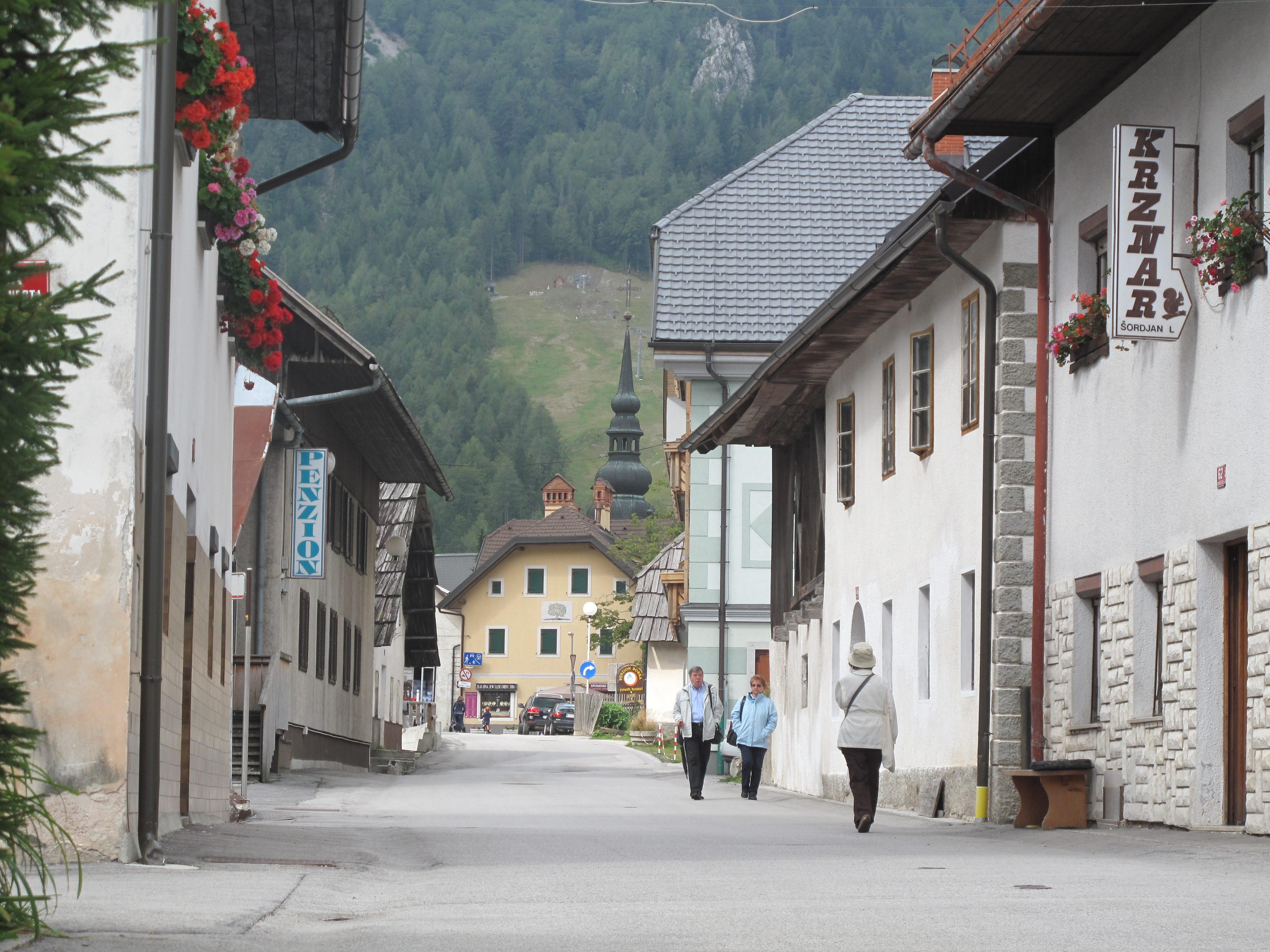
Kranjska Gora, Straße mit Kirchturm
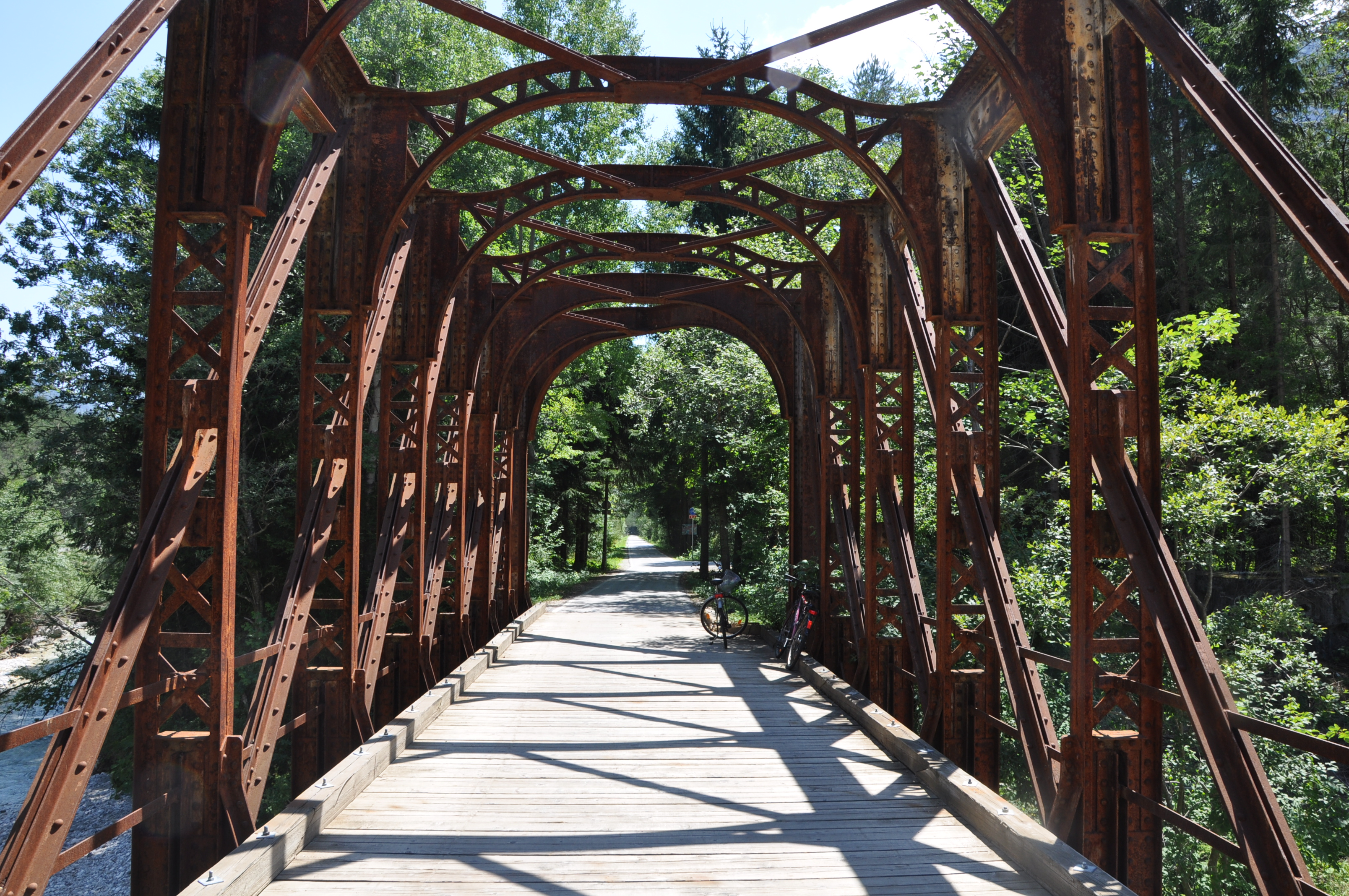
Radweg-Brücke über die Save bei Martuljek
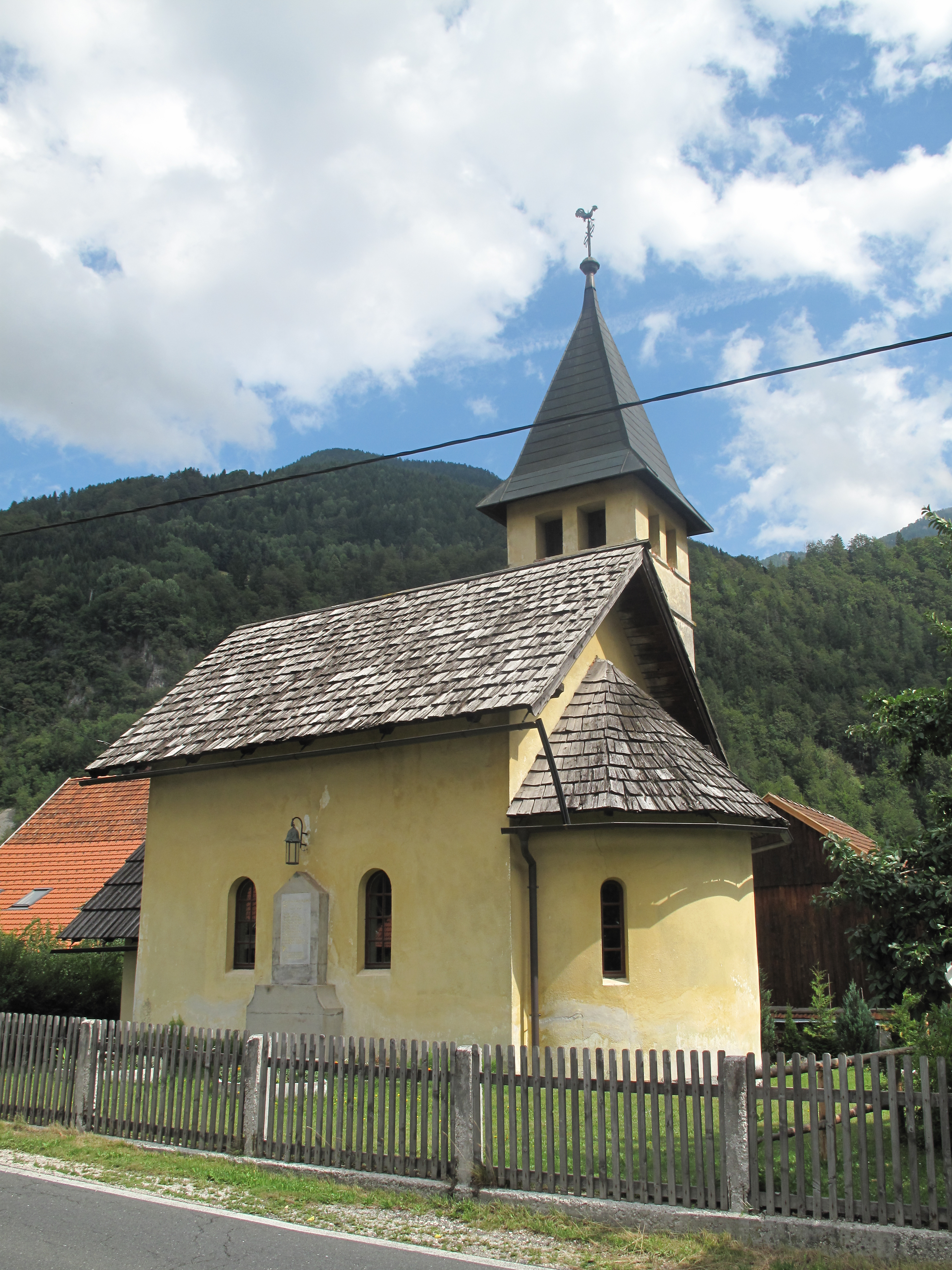
Gozd Martuljek (Rute), Kapelle
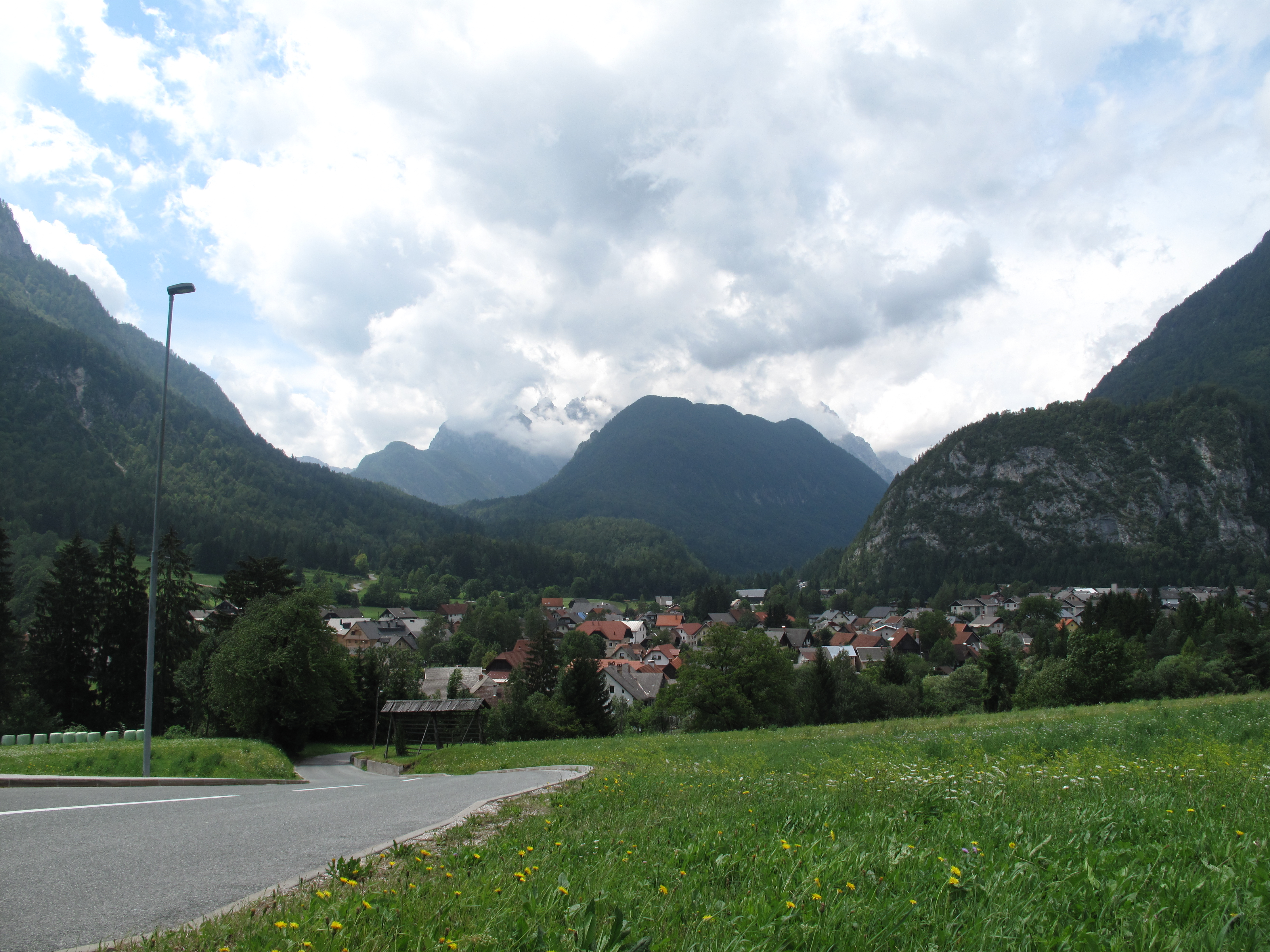
Mojstrana, das Dorf

## Persönlichkeiten
- Leon Knap (1911–?), Skilangläufer
- Janko Mežik (1921–1998), Skispringer
- Jelka Mrak Dolinar (1925–2018), Autorin
- Dejan Košir (* 1973), Snowboarder
- Meta Hrovat (* 1998), Skirennläuferin